# افسر اسدی
افسر اسدی (زادهٔ ۲۶ دی ۱۳۳۶ در میانه) هنرپیشه سینما، تئاتر و تلویزیون، چهره‌پرداز و شاعر اهلِ ایران است.

## زندگی
او دارای لیسانس کارگردانی و بازیگری تئاتر از دانشکده هنرهای زیبای دانشگاه تهران است. اصغر همت (بازیگر سینما و تلویزیون) همسر وی است.

## فیلم‌شناسی
افسر اسدی فعالیت هنری خود را در سال ۱۳۵۶ با نمایش تلویزیونی نقاشی روی چوب آغاز کرد.

### فیلم سینمایی

#### سینما[۴][۵]
| عنوان                | سال  | کارگردان        | نقش                        |
| -------------------- | ---- | --------------- | -------------------------- |
| شب مکافات            | ۱۳۶۳ | فرامرز باصری    |                            |
| جستجو در شهر         | ۱۳۶۴ | حجت‌الله سیفی    |                            |
| روزهای انتظار        | ۱۳۶۵ | اصغر هاشمی      |                            |
| عبور از غبار         | ۱۳۶۸ | پوران درخشنده   | مادر دانش‌آموزی به نام عبدی |
| زمان از دست رفته     | ۱۳۶۸ | پوران درخشنده   |                            |
| راز خنجر             | ۱۳۶۹ | محمدحسین حقیقی  |                            |
| سربلند               | ۱۳۷۳ | فتحعلی اویسی    |                            |
| روسری آبی            | ۱۳۷۳ | رخشان بنی‌اعتماد |                            |
| تهران روزگار نو      | ۱۳۷۸ | علی حاتمی       |                            |
| کودکانه              | ۱۳۸۱ | مسعود کرامتی    |                            |
| اسب                  | ۱۳۸۴ | بابک محمدی      |                            |
| مقلد شیطان           | ۱۳۸۵ | افشین صادقی     |                            |
| یک وجب از آسمان      | ۱۳۸۷ | علی وزیریان     |                            |
| دوازده صندلی         | ۱۳۹۰ | اسماعیل براری   |                            |
| گهواره‌ای برای مادر   | ۱۳۹۱ | پناه‌برخدا رضایی |                            |
| جامه‌دران             | ۱۳۹۳ | حمیدرضا قطبی    |                            |
| تا آمدن احمد         | ۱۳۹۳ | صادق صادق‌دقیقی  |                            |
| قرارمون پارک شهر     | ۱۳۹۵ | فلورا سام       |                            |
| ملی و راه‌های نرفته‌اش | ۱۳۹۵ | تهمینه میلانی   |                            |
| رضا                  | ۱۳۹۶ | علیرضا معتمدی   |                            |

#### فیلم تلویزیونی
| نام فیلم    | سال  | کارگردان       | نقش |
| ----------- | ---- | -------------- | --- |
| عمه ماه‌منیر | ۱۳۸۷ | مازیار لرستانی |     |
| بی‌بی خاتون  | ۱۳۸۸ | مازیار لرستانی |     |

#### مجموعه تلویزیونی[۵]
| سال  | عنوان           | کارگردان      | توضیحات                |
| ---- | --------------- | ------------- | ---------------------- |
| ۱۳۹۸ | پناه آخر        | داریوش یاری   | شبکه یک                |
| ۱۳۹٧ | تعطیلات رؤیایی  | علیرضا امینی  | شبکه ۲                 |
| ۱۳۹۲ | باغ سرهنگ       | فلورا سام     | شبکه تهران             |
| ۱۳۸۹ | قسم             | حسین تبریزی   | شبکه ۳پخش در شب‌های قدر |
| ۱۳۸۸ | ماه عسل         | شاهد احمدلو   | شبکه ۲                 |
| ۱۳۸۷ | از جنس پریشانی  | مانلی شجاعی‌فر | شبکه ۲                 |
| ۱۳۸۴ | ریحانه          | سیروس مقدم    | شبکه ۳                 |
| ۱۳۷۸ | تنها در تاریکی  | مسعود رشیدی   | شبکه ۲                 |
| ۱۳۷۷ | به سوی افتخار   | سیروس مقدم    | شبکه ۳                 |
| ۱۳۷۴ | دزدان مادربزرگ  | مهدی صباغ‌زاده | شبکه ۱                 |
| ۱۳۷۱ | روزگار وصل      | مسعود رشیدی   | شبکه ۱                 |
| ۱۳۶۹ | وزیرمختار       | سعید نیک‌پور   | شبکه ۱                 |
| ۱۳۶۶ | این شرح بی‌نهایت | اسماعیل خلج   | شبکه ۲                 |
| ۱۳۶۲ | نوروزنامه       | مهوش جزایری   | شبکه ۱پخش نوروز ۶۳     |
| ۱۳۵۸ | هزاردستان       | علی حاتمی     | شبکه ۱                 |

### به عنوان چهره پرداز
| سال  | عنوان           |
| ---- | --------------- |
| ۱۳۶۸ | پرواز پنجم ژوئن |

### کتاب شعر
- چوب حراج[۳]

## جایزه‌ها و افتخارات
- برنده بهترین بازیگر نقش دوم زن از هشتمین دوره جشنواره فیلم فجر (۱۳۶۸) بخاطر فیلم عبور از غبار ساخته پوران درخشنده[۷]
- نامزد بهترین بازیگر نقش دوم زن از سیزدهمین دوره جشنواره فیلم فجر (۱۳۷۳) بخاطر فیلم روسری آبی ساخته رخشان بنی اعتماد[۷]